# Балуховский, Александр Николаевич
Александр Николаевич Балуховский (11 августа 1932 года — 30 марта 2012 года) — российский учёный — литолог и палеогеограф, лауреат Государственной премии Российской Федерации.

## Биография
Родился в 1932 г. в Новосибирске.
Окончил горный факультет Киевского политехнического института (1958) и аспирантуру геологического факультета МГУ (годы учёбы 1959—1962), ученик академиков А. Б. Ронова и В. Е. Хаина.
В 1958—1959 работал в экспедициях Таджикского управления Министерства геологии СССР.
С 1962 научный сотрудник лаборатории геохимии осадочных пород ГЕОХИ. В 1969 г. защитил кандидатскую диссертацию, в 1979 г. утвержден в должности старшего научного сотрудника.
Один из основных исполнителей совместной работы Академии наук и Министерства геологии СССР по изданию четырехтомного «Атласа литолого-палеогеографичёских карт СССР» и объяснительной записки к нему — «Палеогеография СССР».
Государственная премия Российской Федерации 1995 года (в составе коллектива) — за книги «Атлас литолого-палеографических карт мира. Мезозой и кайнозой» (1989) и «Историческая геотектоника. Мезозой и кайнозой» (1993).
Умер 30 марта 2012 года после тяжёлой и продолжительной болезни.
Публикации:
- Ронов А. Б., Балуховский А. Н. и др. «Атлас литолого-палеогео-графических карт мира. Мезозой и кайнозой континентов и океанов» 1989.
- Хаин В. Е., Балуховский А. Н. «Историческая геотектоника. Мезозой и кайнозой» М.:Наука. 2007.